# 鶴巻村
鶴巻村（つるまきむら）は、千葉県海上郡に存在した村。旭市立鶴巻小学校などにその名をとどめる。

## 地理
- 現在の旭市の東部、旧海上町の南東部に位置する。
- 村域は台地と平地が入り組む谷戸が多い地形になっている。

## 歴史
- 1889年（明治22年）4月1日 - 町村制施行に伴い、倉橋村、見広村、大間手村、蛇園村、長尾村が合併して発足。
- 1954年（昭和29年）3月31日 - 滝郷村、嚶鳴村と合併し、海上町を新設。同日鶴巻村廃止。

| 1868年 以前 | 1868年 以前 | 明治22年 4月1日 | 昭和29年 3月31日 | 平成17年 7月1日 | 現在 |
| ----------- | ----------- | --------------- | ---------------- | --------------- | ---- |
|             | 見広村      | 鶴巻村          | 海上町           | 旭市            | 旭市 |
|             | 大間手村    | 鶴巻村          | 海上町           | 旭市            | 旭市 |
|             | 長尾村      | 鶴巻村          | 海上町           | 旭市            | 旭市 |
|             | 倉橋村      | 鶴巻村          | 海上町           | 旭市            | 旭市 |
|             | 蛇園村      | 鶴巻村          | 海上町           | 旭市            | 旭市 |

## 人口
総数 [単位： 人]
| 1891年（明治24年） | 1,846 |

## 交通

### 鉄道
- 日本国有鉄道（ → 東日本旅客鉄道）
  - ■総武本線：村域内を通過していたが、当時は駅は存在しなかった。

現在は倉橋駅（1960年開業）が存在する。